# Vlastějovice
Vlastějovice är en ort i Tjeckien.   Den ligger i regionen Mellersta Böhmen, i den centrala delen av landet, 70 km sydost om huvudstaden Prag. Vlastějovice ligger 361 meter över havet och antalet invånare är 504.
Terrängen runt Vlastějovice är huvudsakligen lite kuperad. Vlastějovice ligger nere i en dal.Runt Vlastějovice är det ganska glesbefolkat, med 35 invånare per kvadratkilometer. Närmaste större samhälle är Zruč nad Sázavou, 5,0 km väster om Vlastějovice. I omgivningarna runt Vlastějovice växer i huvudsak blandskog.